# Mura Budberg

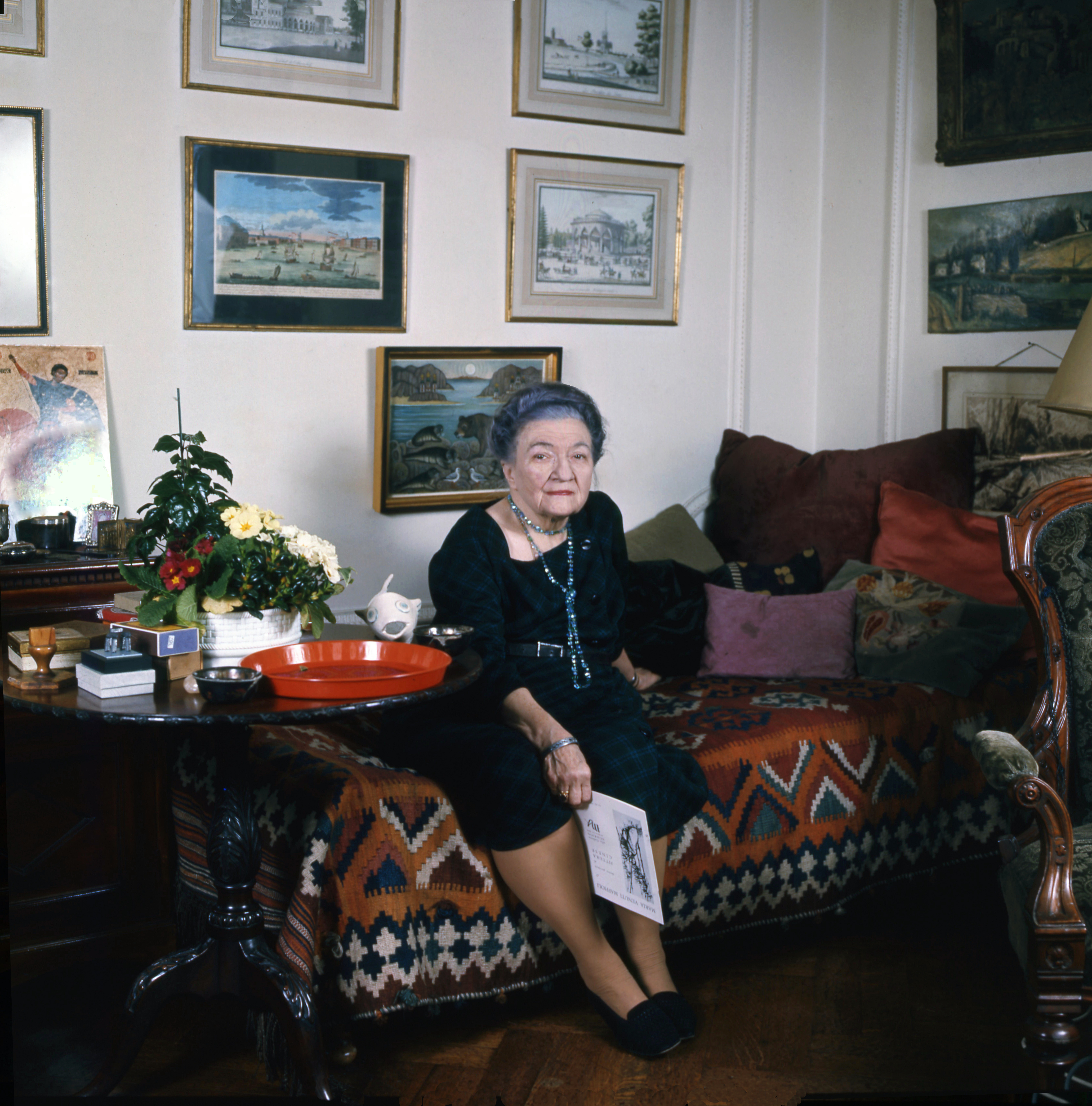
Mura Budberg (1972)

Mura Budberg, eigentlich Maria Ignatjewna Sakrewskaja Benckendorff Budberg (* 1891 in Poltawa, Russisches Kaiserreich, heute Ukraine; † November 1974) war eine russische Baronin ukrainischer Abstammung. Sie arbeitete als Übersetzerin und Drehbuchautorin. Einige berühmte Männer wie Maxim Gorki zählten zu ihren Liebhabern. Sie stand zeitlebens im Verdacht, Spionin zu sein.

## Leben
Maria Sakrewska wurde 1892 in eine aristokratische ukrainische Familie geboren. Ihr Vater, der Diplomat und Jurist Hnat Platonowytsch Sakrewskyj, war Mitglied des Staatsrates für St. Petersburg. Ihre Großmutter Hanna Zakrewska wurde 1843 von Taras Schevtschenko porträtiert.
1911 heiratete Maria Sakrewska den ranghohen baltischen deutschen Aristokraten und russischen Diplomaten Graf Johann Benckendorff, mit dem sie bis zu seiner Ermordung 1919 auf Schloss Jendel in Jäneda, Estland lebte.
Nach dem Tod des Grafen war sie für kurze Zeit mit Baron Nikolai von Budberg-Bönningshausen verheiratet. Vor, während und nach den Wirren der Russischen Revolution war sie die Geliebte des gefeierten britischen Geheimagenten Sir Robert Hamilton Bruce Lockhart, der 1918 gemeinsam mit dem Agenten Sidney Reilly in einen versuchten Anschlag auf Lenin verwickelt war. Sie lebte eine Zeit lang in St. Petersburg und arbeitete dort als Übersetzerin im Propagandabüro der britischen Botschaft.
Später kam sie als Sekretärin in den Haushalt des russischen Schriftstellers Maxim Gorki, dessen Geliebte sie wurde. In den 1930er Jahren lebte sie mit dem Historiker und Science-Fiction-Autor H.G. Wells zusammen und pflegte ihn während seiner letzten Lebensjahre.
In den letzten 20 Jahren ihres Lebens galt sie als schillernde und rätselhafte Persönlichkeit der Londoner Kulturszene. Sie war als übermäßige Trinkerin bekannt und stand im Verdacht, für den Geheimdienst zu arbeiten – dies konnte jedoch nie ganz geklärt werden. Man nannte sie die „Mata Hari Russlands“.
Mura Budberg schrieb die Drehbücher für mindestens zwei Filme: für den Film „Drei Schwestern“ unter der Regie von Laurence Olivier und John Sichel von 1970 und den Film „Die Möwe“ unter der Regie von Sidney Lumet von 1968.
Mura Budberg war die Urgroßtante des britischen Politikers Nick Clegg, der von Dezember 2007 bis Juli 2015 Parteichef der Liberal Democrats war.